# Scelolophia crossii
Scelolophia crossii là một loài bướm đêm trong họ Geometridae.